# بريت مايكلز
بريت مايكلز (بالإنجليزية: Bret Michaels)‏ هو عازف قيثارة ومغني ومنتج أفلام ومغن ومؤلف ومنشد وموسيقي وملحن ومخرج وممثل أمريكي، ولد في 15 مارس 1963 ببتلر في الولايات المتحدة. بدأ مشواره المهني سنة 1983.

## أعمال

### أفلام
- (2009)  كتاب الحب

## وصلات خارجية
- بريت مايكلز على موقع IMDb (الإنجليزية)
- بريت مايكلز على موقع ألو سيني (الفرنسية)
- بريت مايكلز على موقع ميوزك برينز (الإنجليزية)
- بريت مايكلز على موقع رولينغ ستون (الإنجليزية)
- بريت مايكلز على موقع أول موفي (الإنجليزية)
- بريت مايكلز على موقع قاعدة بيانات برودواي على الإنترنت (الإنجليزية)
- بريت مايكلز على موقع قاعدة بيانات الأفلام السويدية (السويدية)
- بريت مايكلز على موقع إن إن دي بي (الإنجليزية)
- بريت مايكلز على موقع أول ميوزيك (الإنجليزية)
- بريت مايكلز على موقع ديسكوغز (الإنجليزية)
- بريت مايكلز على موقع ديسكوغز (الإنجليزية)